# Amanineteyerike
Amanineteyerike (criado por Amón de Tebas, 471 - 405 a.C.) foi o Vigésimo Segundo Rei da Dinastia Napata do Reino de Cuxe que governou de 431 a 405 a.C.,  foi o sucessor de seu tio-padrasto Talakhamani. Após seu entronamento recebeu seu nome real, Ittawyneb (o conhecedor de toda a terra), além desses recebeu como nome de Hórus Khanakht Khaemwaset  

## Histórico
Amanineteyerike (também grafado Arikamaninote,  Amani-nete-yerike,  Irike -Amannote,  Aman-note-yerike,  Amannote-erike ) Foi o primogênito do rei Malewiebamani com a rainha Akhasan . 
Numa inscrição sobre Amanineteyerike no Templo de Ámon em Kawa (atual Gematon), erguido por Taraca menciona que ele morava em Meroe e que seu predecessor, Talakhamani, morreu nesta cidade em 430 a.C.. 
Amanineteyerike foi eleito pelos líderes de seus exércitos para ser rei aos 41 anos de idade e havia antes de poder prosseguir para Napata para a coroação, acabar com revolta de um povo chamado Rehrehs, que viviam provavelmente perto da confluência do Rio Nilo com o Rio Atbara. Depois disso, viajou por terra, através do deserto de Bayuda até Napata, levando nove dias para completar a viagem.  Mesmo quando chegou a Napata, entrou no palácio real, onde recebeu o corvo de Ta-Sti como confirmação de sua realeza. Depois disso, entrou no templo para a cerimônia, onde pediu ao deus Ámon-Rá que lhe concedesse seu reinado, o que o deus fez por uma questão de formalidade.  
Após essa tradicional aceitação como rei, ele partiu para o que deve ser considerado como uma viagem de inspeção, talvez um ato exigido para todos os reis, a alguns dos lugares mais sagrados do reino. Mas primeiro teve que lutar contra o povo que morava no deserto chamado Meded, a jusante de Napata. O local desta batalha foi descrito como Krtn.  A partir daí foram feitas visitas aos importantes templos de Kawa e de Argo (Pnubs). Em Argo, fez uma doação de terras ao templo e no Templo de Kawa, mandou retirar o acumulo de areia das proximidades do templo, que após quarenta e dois anos recebeu reparos. Em Kawa, o rei também recebeu a visita da rainha-mãe e isso, como anteriormente ocorrera com Taraca e sua mãe, mostra que tais eventos eram de importância suficiente para serem apontados nos registros oficiais, e assim enfatiza o papel das mulheres na família real. Em outra das inscrições de Kawa informa sobre atos do vigésimo quinto ano do reinado de Amanineteyerike, então ele deve ter reinado por pelo menos esse número de anos.
Amanineteyerike casou-se com sua meia-irmã Atasamale, filha de sua mãe Akhasan e de seu tio e antecessor Talakhamani, com quem terá um filho, Harsiotef.
Durante seu reinado, por volta de 414 a.C. irrompe uma rebelião contra a dominação persa no Egito. Com uma personalidade muito mais forte do que seus antecessores imediatos, Amanineteyerike não permanecer fora do conflito e decide apoiar os levantes, política que adotou até sua morte.
Amanineteyerike foi enterrado na necrópole de Nuri na pirâmide nº 12   e foi sucedido por seu irmão Baskakeren em um breve reinado (405-404 a.C. ) após o qual foi sucedido por Harsiotef (404-369 a.C.).